# Skleněný pokoj (film)
Skleněný pokoj (slovensky Sklenená izba; anglicky The Glass Room [ðə ˌɡlɑːs ˈruːm], resp. The Affair [ði əˈfeə(r)]) je česko-slovenské koprodukční filmové drama režiséra Julia Ševčíka z roku 2019 s mezinárodním obsazením. Jde o adaptaci stejnojmenného románu-bestselleru anglického spisovatele Simona Mawera, inspirovaného osudy majitelů, obývajících brněnskou vilu Tugendhat; ta je v příběhu hlavní kulisou. Slavnostní premiéra proběhla 12. března 2019 v kině Scala v Brně.

## Skleněný pokoj
Skleněný pokoj je ve filmu ztvárněn jako středobod vily, architektonický unikát s panoramatem Brna za skleněnou stěnou a se zadní onyxovou stěnou, která představuje vrchol finančních možností objednavatelů. Skleněný pokoj je ve filmu symbolem kosmopolitního setkávání a nadějí podnikatelských představitelů první republiky, ztělesněných v tomto případě německými židovskými velkokapitalisty Československa, jejich přáteli, dětmi a židovskou vychovatelkou. Budoucnost vily a Tugendhatovy rodiny je synonymem krátkodobého prvorepublikového blahobytu, krásy, modernosti a otevřenosti 30. let 20. století, nemilosrdně ukončených emigrací rodiny majitele, agresí nacistické moci a represemi jejich přátel.

## Výroba
Film se natáčel přímo ve vile Tugendhat a na dalších místech moravské metropole, dále pak v pražské vile Pod kaštany, v Semlerově rezidenci v Plzni, v lednickém zámku i zámeckém parku či ve vile Chateau Kotěra v Ratboři u Kolína. Město Brno film podpořilo dotací ve výši 4,3 milionu korun.

## Obsazení
| Hanna Alström          | Liesel             |
| Carice van Houtenová   | Hana               |
| Claes Bang             | Viktor             |
| Alexandra Borbély      | Kata               |
| Roland Møller          | Stahl              |
| Karel Roden            | Von Abt            |
| Karel Dobrý            | Laník              |
| Zuzana Fialová         | Laníková           |
| Brian Caspe            | gestapák           |
| Petra Bučková          | sousedka           |
| Jana Plodková          | vyšetřovatelka StB |
| Vladimír Polívka       | Martin             |
| Martin Hofmann         | Oskar              |
| Olga Plojhar Bursíková | Lenka              |
| Marián Mitaš           | vyšetřovatel StB   |
| Cyril Dobrý            | mladý Oskar        |
| Vladimír Javorský      |                    |
| David Šír              |                    |
| Igor Rattaj            |                    |

## Recenze
Podle Kamila Fily je film řemeslně dobře natočený, chybí mu ale děj a emoce (recenze na Aktuálně.cz); současně působí řídce i srandovně ve způsobu, jakým zobrazuje české dějiny (Hospodářské noviny). Podle Vojtěcha Ryndy z Reflexu film „voní světovostí“, přesto však „působí jako provinční červená knihovna“.
- Věra Míšková, Právo 7. března 2019  50 %[7]
- Mirka Spáčilová, iDNES.cz 15. března 2019  55 %[8]
- Kristina Roháčková, iROZHLAS 16. března 2019  50 %[9]
- Haló noviny 12. března 2019 ☺☺☺☺ Skvělé![10]
- Rimsy, MovieZone.cz  3/10